# Ponthieva keraia
Ponthieva keraia är en orkidéart som beskrevs av Leslie Andrew Garay och Galfrid Clement Keyworth Dunsterville. Ponthieva keraia ingår i släktet Ponthieva och familjen orkidéer. Inga underarter finns listade i Catalogue of Life.